# 布里地区拉乌赛
布里地区拉乌赛（法語：La Houssaye-en-Brie，法語發音：[la usɛ ɑ̃ bʁi] ⓘ）是法国法蘭西島大區塞纳-马恩省的一个市镇。 

## 地理
布里地区拉乌赛（48°45'15"N, 2°52'28"E）面积12.43 平方千米，位于法国法蘭西島大區塞纳-马恩省，该省份为法国北部内陆省份，北起瓦兹省，西接埃松省、马恩河谷省、塞纳-圣但尼省和瓦兹河谷省，南至卢瓦雷省，东南接约讷省，东临马恩省和奥布省，东北接埃纳省。
与布里地区拉乌赛接壤的市镇（或旧市镇、城区）包括：莫尔塞夫、布里地区讷夫穆捷、莱沙佩勒波旁、布里地区克雷沃克尔、布里地区马尔勒。

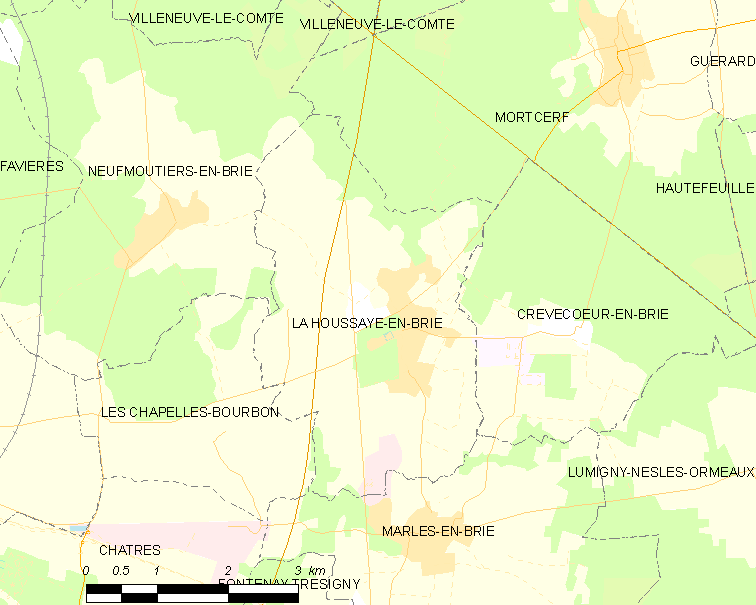
布里地区拉乌赛的OSM定位图

布里地区拉乌赛的时区为UTC+01:00、UTC+02:00（夏令时）。

## 行政
布里地区拉乌赛的邮政编码为77610，INSEE市镇编码为77229。

## 政治
布里地区拉乌赛所属的省级选区为丰特奈-特雷西尼县。

## 人口

1962-2008年间布里地区拉乌赛人口变化图示

布里地区拉乌赛于2022年1月1日时的人口数量为1703人。